# L'Aigle (meteorito)
L'Aigle es un meteorito L6 caído en 1803 en Baja Normandía, Francia.

## Historia
Temprano en la tarde del 26 de abril de 1803, una lluvia de meteoritos de más de 3000 fragmentos cayó entre L'Aigle y Glos-la-Ferrière, en el departamento de Orne en la región de Normandía (Francia). Después de tener noticias de este fenómeno la Academia de Ciencias de Francia envió al joven científico Jean-Baptiste Biot a investigar esa espectacular caída de rocas. Después de un duro trabajo en el campo Biot reportó dos tipos de evidencia que señalaban un origen extraterrestre de las rocas:
1. Evidencia física: la súbita aparición de muchas rocas similares a otras caídas del cielo en otros lugares.
2. Evidencia moral: un gran número de testigos que vieron una "lluvia de rocas arrojadas por un meteoro".

El apasionado informe de Biot describiendo como estas rocas debían ser indudablemente de origen extratrerrestre dio nacimiento a la ciencia de la Astronomía meteorítica.
El fenómeno de L'Aigle fue un hito real en el entendimiento de los meteoritos y sus orígenes porque, en aquel momento, la mera existencia de meteoritos era duramente cuestionada. Si eran reconocidos, su origen era motivo de controversias, con la mayoría de los estudiosos acordando con la Meteorología de Aristóteles en relación con su origen terrestre. Los testigos de las caídas eran tratados con enorme escepticismo.
El L'Aigle ha sido desde entonces mantenido junto con el Angers, otro meteorito que cayó en Francia diecinueve años más tarde, en una sala del Muséum d’histoire naturelle d’Angers, un museo francés de historia natural.

## Composición y clasificación
El meteorito L'Aigle es del tipo condrita L6.